# 雷薄
雷薄（？—？），東漢末年人物，袁術部下。

## 生平
陳蘭與雷薄屯兵於灊山。建安四年（199年），袁術在江淮掏空資源後欲往投奔，但被陳蘭等人拒絕。袁術留住三日後離去，在兵士斷糧的情況下，袁術不久便病死。一说即雷绪。

## 文学形象
明朝罗贯中历史小说《三国演义》中，雷薄、陈兰在袁术败亡前已经叛逃到嵩山，并在袁术出逃被刘备打败后劫去袁术的钱粮草料，导致袁术军缺粮，袁术索求蜜水不得吐血而死。